# Route 363 (Québec)
Pour les articles homonymes, voir Route 363.
La route 363 (R-363) est une route régionale québécoise d'orientation nord / sud située sur la rive nord du fleuve Saint-Laurent. Elle dessert les régions administratives de la Capitale-Nationale et de la Mauricie.

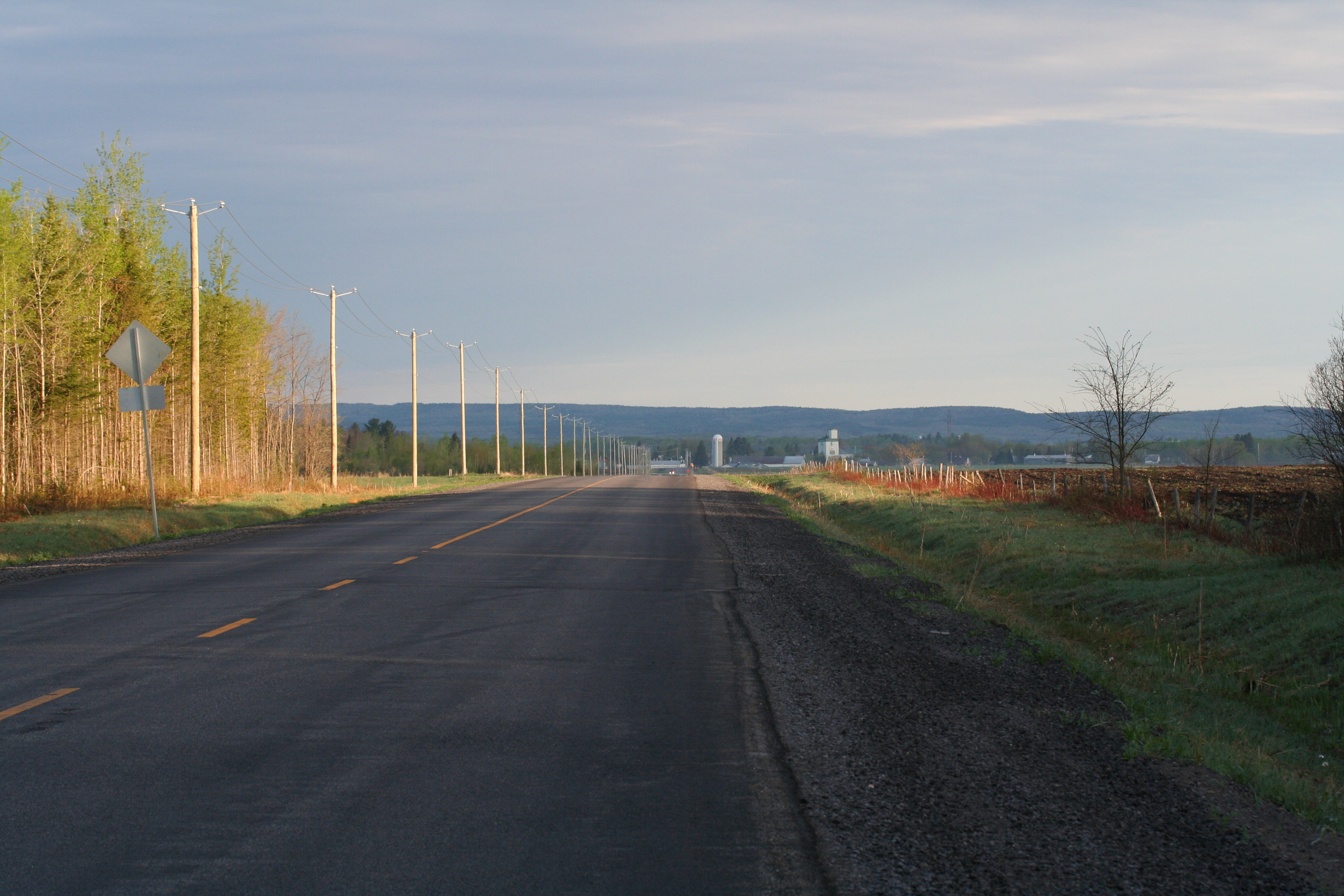
Saint-Casimir, zone agricole, routes 354 et 363 (Route des Grondines)

## Tracé

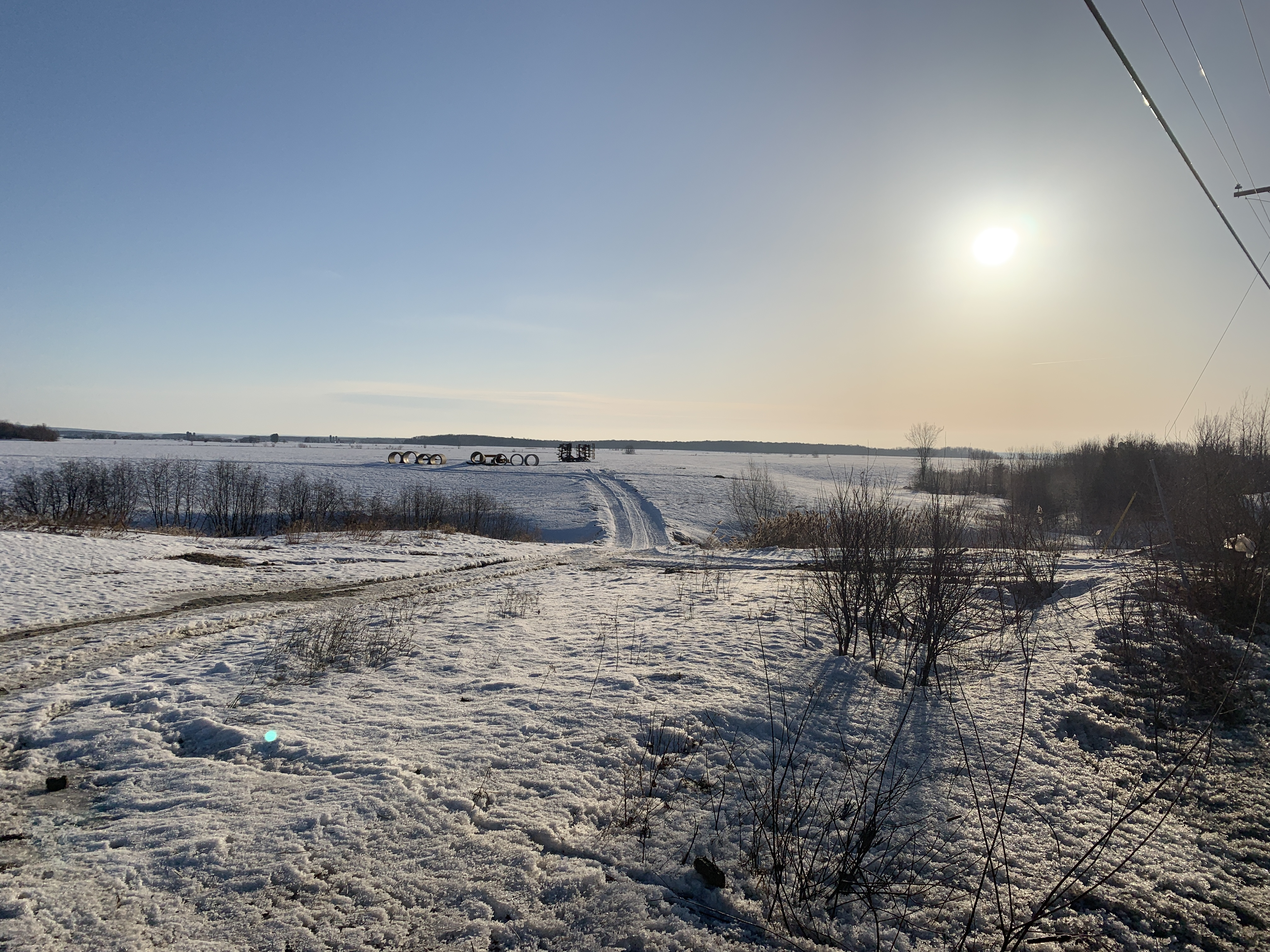
Saint-Casimir, zone agricole, routes 354 et 363 (Route des Grondines)

La route 363 débute à la jonction avec la route 138 à Deschambault-Grondines et se termine à une intersection avec la route 153 à Lac-aux-Sables tout juste après avoir croisé la route 367. Sur son parcours, elle traverse Saint-Marc-des-Carrières où elle s'appelle « Boulevard Bona-Dussault » et entre ensuite dans une forêt avant de suivre une voie de chemin de fer.
Elle se confond ensuite avec la route 354 sur 3 km à Saint-Casimir, le long de la rivière Sainte-Anne. Après la traversée de la rivière, elle se dirige au nord et prend le nom de boulevard de la Montagne. Elle traverse également Saint-Ubalde après avoir escaladé les montagnes Laurentides. Dans ce village, elle s'appelle « Boulevard Chabot », puis « Rang Saint-Achille ».
Elle passe au-dessus de l'A-40 à la hauteur de la sortie 254.

## Localités traversées (du sud au nord)
Liste des municipalités dont le territoire est traversé par la route 363, regroupées par municipalité régionale de comté.

### Capitale-Nationale
Portneuf
- Deschambault-Grondines
- Saint-Marc-des-Carrières
- Saint-Casimir
- Saint-Thuribe
- Saint-Ubalde

### Mauricie
Mékinac
- Lac-aux-Sables

## Intersections majeures
| MRC                     | Municipalité           | km    | Destinations                                           | Notes                                    |
| ----------------------- | ---------------------- | ----- | ------------------------------------------------------ | ---------------------------------------- |
| Portneuf                | Deschambault-Grondines | 0,00  | R-138 – Deschambault, Grondines                        |                                          |
| Portneuf                | Deschambault-Grondines | 2,00  | A-40 – Montréal, Québec                                | Sortie 254 de l'A-40                     |
| Portneuf                | Saint-Casimir          | 13,10 | R-354 est – Saint-Raymond                              | Terminus sud du multiplex avec la R-354  |
| Portneuf                | Saint-Casimir          | 16,80 | R-354 ouest – Sainte-Anne-de-la-Pérade                 | Terminus nord du multiplex avec la R-354 |
| Portneuf                | Saint-Ubalde           | 43,70 | R-367 sud – Notre-Dame-de-Montauban, Rivière-à-Pierre  | Terminus nord de la R-367                |
| Mékinac                 | Lac-aux-Sables         | 51,20 | R-153 sud / Rue Principale – Saint-Tite, Sainte-Thècle | Terminus nord de la R-153                |
| - Terminus de multiplex |                        |       |                                                        |                                          |